# Adin Ross
Adin Ross, född 11 oktober 2000, Boca Raton, Florida, är en amerikansk streamer. Han sände mellan 2014 och 2023 på twitch, då han blev bannlyst från hemsidan och började sända på kick istället.
Adin Ross är född i Florida och växte upp i New York och Kalifornien. Han är känd för att ha spelat NBA 2K och GTA V på livesändning och är också känd för att spela in med kändisar såsom USA:s före detta president Donald Trump.